# Sabdu
Sabdu (arab. سبدو; fr. Sebdou)  – jedna z 53 gmin w prowincji Tilimsan, w Algierii, znajdująca się w północno-zachodniej części prowincji, około 27 km napołudnie od Tilimsan. W 2008 roku gminę zamieszkiwało 39800 osób. Numer statystyczny gminy w Office National des Statistiques d'Algérie to 1335.